# Noailles (Oise)
Noailles è un comune francese di 2 768 abitanti situato nel dipartimento dell'Oise della regione dell'Alta Francia.

## Società

### Evoluzione demografica
Abitanti censiti